# Malcolm Wells
Malcolm Wells (Camden (New Jersey), 11 maart 1926 - Brewster (Massachusetts), 27 november 2009) was een Amerikaans architect.
Wells wordt door sommigen beschouwd als de vader van de moderne door de aarde beschermde  architectuur. Hij woonde in Cape Cod in een modern door de aarde beschermd gebouw, dat hij zelf ontwierp. Hij was tevens schrijver, illustrator, technisch tekenaar, docent en columnist.
Wells' werk als architect en ontwerper startte in 1953. Na tien jaar concludeerde hij dat "de oppervlakte van de aarde gemaakt was voor levende planten en niet voor industrie". Daarop legde hij zich toe op ondergrondse architectuur. Een voorbeeld is het half-ondergrondse kantoor in Cherry Hill (New Jersey) nabij de rivier de Cooper. Hij besteedde aandacht aan energiezuinige installaties, esthetiek, natuurbehoud en -herstel en duurzaamheid van materialen.

## Woningontwerpen
- A Tiny Underground House
- Bipad (1995)
- Underground Plans Book (1980)